# 평택군·안성군
평택군·안성군은 대한민국의 옛 국회의원 선거구이다. 당시 경기도 평택군, 안성군 지역을 관할했다.

## 역사
대한민국 제11대 국회의원 선거를 앞두고 평택군·용인군·안성군 선거구에서 분리되며 신설되었다.
1981년 7월, 평택군 송탄읍이 송탄시로 승격되었다. 이에 평택군·안성군 선거구는 대한민국 제12대 국회의원 선거를 앞두고 송탄시·평택군·안성군 선거구로 개편되었다.

## 역대 국회의원
| 선거   | 정당 | 정당       | 1위 의원 | 정당 | 정당       | 2위 의원 |
| ------ | ---- | ---------- | -------- | ---- | ---------- | -------- |
| 1981년 |      | 민주정의당 | 이자헌   |      | 민주한국당 | 유치송   |

## 역대 선거 결과

### 대한민국 제11대 국회의원 선거
|  | 39.14% |

|  | 38.14% |

|  | 22.71% |